# 685 v.Chr.
Het jaar 685 v.Chr. is een jaartal volgens de christelijke jaartelling.

## Gebeurtenissen

### Klein-Azië
- Koning Gyges is heerser over het koninkrijk Lydië (huidige Turkije).
- Koning Rusa II (685 - 645 v.Chr.) regeert over de vazalstaat Urartu.

## Geboren
- Huan, Chinese hertog van Qi (overleden 643 v.Chr.)

## Overleden
- Argisthi II, koning van Urartu